# Saprosma scabridum
Saprosma scabridum là một loài thực vật thuộc họ Rubiaceae. Đây là loài đặc hữu của Sri Lanka.